# Vin clair
Un vin clair est un vin qui a terminé sa fermentation alcoolique et qui est prêt à être assemblé avec d'autres vins avant d'être mis en bouteille où il redémarrera à nouveau sa fermentation pour « prendre mousse ».